# 倪蘭蒂
倪蘭蒂 MLA（1968/69年—），加拿大政治人物，2024年起以卑詩新民主黨黨員身份擔任卑詩省議會鮑威爾河—陽光海岸選區議員，並在省長尹大衛內閣中出任水源、土地及資源管理廳長。

## 生平
倪蘭蒂生於卑詩省弗農，1991年從卑詩大學取得文學士學位，1996年從卑詩理工學院畢業。她於1998年加入CTV電視網溫哥華分台BCTV任職記者和新聞撰稿員，2001年該台成為環球電視分台後則獲任為工作日午間新聞主播，2011年改任夜間新聞主播，後改為播報晨早新聞。2016年她離開環球電視，改到安森地產（Anthem Properties）任職傳訊總監。2021年她到溫哥華新聞電台CKWX任職晨早新聞共同主播，2022年離職。她一次主持環球新聞的領養寵物環節期間，被一隻狗熱情擁撲，隨之在網路爆紅。
卑詩新民主黨在任鮑威爾河—陽光海岸選區省議員刑慕仁無意在2024年省選競逐連任，倪蘭蒂遂決意爭取該區的新民主黨候選人提名，並於2024年6月8日舉行的提名選舉中壓倒另外四人出線。她於同年10月省選中當選該區省議員，同年11月獲省長尹大衛委派入閣，出任水源、土地及資源管理廳長。
她從2020年起與丈夫居於陽光海岸地區潘德港。